# THE RENAISSANCE
『THE RENAISSANCE』（ザ・ルネッサンス）は1984年7月5日にリリースされたALFEE8枚目アルバム。

## 概要
ALFEE名義の3枚目のスタジオアルバム。
シングル2作「星空のディスタンス」・「STARSHIP -光を求めて-」とカップリング「愛の鼓動」を含む全10曲収録。
1曲目「孤独の美学」は高見沢がリード・ヴォーカルを取っているが、本当は桜井が歌う想定で作られた曲。
4曲目「二人のSEASON」は2011年発売のシングル「Let It Go」にHard Rock Versionで収録。
5曲目「星空のディスタンス」はアウトロにサビのアカペラが追加されたLong Versionで収録。ライヴではこのアカペラ部分が冒頭に付けられる。
6曲目「GATE OF HEAVEN」はALFEE最長の8分を超える組曲。各部でリード・ヴォーカルが異なる。
7曲目「鋼鉄の巨人」は前作収録の「ジェネレーション・ダイナマイト」に続くスピード・メタル・ナンバーで、現在もライヴで歌われる頻度が高い。2023年発売のベスト・アルバム『SINGLE CONNECTION & AGR - Metal & Acoustic -』で「50th Anniversary Ver.」として再録された。デビュー50周年記念トリビュートアルバム「五十年祭」では、SEX MACHINEGUNSによってカバーされた。
8曲目「NOBODY KNOWS ME」は2023年発売のベスト・アルバム『SINGLE CONNECTION & AGR - Metal & Acoustic -』で「Acoustic Ver.」として再録された。
1曲目「孤独の美学」と5曲目「星空のディスタンス」は2012年発売セルフカヴァー・アルバム『ALFEE GET REQUESTS』で再録された。

## 収録曲
| 全作曲: 高見沢俊彦。 |                                       |                    |            |                   |      |
| #                    | タイトル                              | 作詞               | 作曲・編曲 | 編曲              | 時間 |
| 1.                   | 「孤独の美学」                        | 高見沢俊彦・高橋研 | 高見沢俊彦 | ALFEE with 井上鑑 | 4:57 |
| 2.                   | 「愛の鼓動」                          | 高見沢俊彦         | 高見沢俊彦 | ALFEE with 井上鑑 | 4:33 |
| 3.                   | 「真夜中を突っ走れ!」                 | 高見沢俊彦         | 高見沢俊彦 | ALFEE             | 4:45 |
| 4.                   | 「二人のSEASON」                      | 高見沢俊彦         | 高見沢俊彦 | ALFEE             | 3:53 |
| 5.                   | 「星空のディスタンス (Long Version)」 | 高見沢俊彦・高橋研 | 高見沢俊彦 | ALFEE             | 5:17 |

| #         | タイトル                  | 作詞               | 作曲・編曲 | 編曲              | 時間 |
| --------- | ------------------------- | ------------------ | ---------- | ----------------- | ---- |
| 1.        | 「GATE OF HEAVEN」        | 高見沢俊彦         |            | ALFEE with 井上鑑 | 8:27 |
| 2.        | 「鋼鉄の巨人」            | 高見沢俊彦         |            | ALFEE             | 4:36 |
| 3.        | 「NOBODY KNOWS ME」       | 高見沢俊彦         |            | ALFEE             | 3:48 |
| 4.        | 「STARSHIP -光を求めて-」 | 高見沢俊彦・高橋研 |            | ALFEE with 井上鑑 | 4:49 |
| 5.        | 「永遠の詩」              | 高見沢俊彦         |            | ALFEE             | 2:40 |
| 合計時間: | 合計時間:                 | 合計時間:          | 合計時間:  | 47:41             |      |

## クレジット
- Director：RYO UEMURA, HIROSHI WATANABE
- Recording & Remixing Engineer：KEIZOH SUZUKI
- Recording Opertor：KAZUYA YOSHIDA
- Art Director：KAZUTAMI NISHIMOTO
- Photographer：KAZUHIRO KOSUGI, KAZUNORI ISAKA
- Make-up：KAZUO YAMAZAKI
- Stylist：KUNIKO HIGASHINO

### ミュージシャン
- 高見沢俊彦：Vocal、Electric Guitar、Keyboards（#8）
- 坂崎幸之助：Vocal、 Acoustic Guitar（#1,2,3,4,5,6,7,8,9）、12 Strings Guitar（#2,8,10）
- 桜井賢：Vocal、Electric Bass（#1,2,3,4,5,6,7,8,9）
- 山石敬之：Keyboards（#1,3,4,5,7,8,9,10）
- 長谷川浩二：Drums（#6,7,8）
- 井上鑑：Keyboards（#1,2,6,9）
- 山木秀夫：Drums（#1,2,3,4,5,6,7,9）